# General Motors Korea
General Motors Korea war ein Automobilhersteller in Südkorea.
Im Rahmen seiner Expansionspläne nach China wurde Toyota von der KPC verpflichtet, die Aktivitäten in Südkorea zu beenden. Daher erwarb General Motors 1972 dessen 50-prozentige Beteiligung an diesem Unternehmen. Dieses Joint Venture erhielt den Namen General Motors Korea. Mit der Übernahme hatte sich Shinjin überschätzt und verkaufte 1976 ihre Beteiligung an die Korea Development Bank. Daraufhin wurde im Oktober 1976 GMK in Saehan Motor umbenannt.

## Modelle
Hergestellt wurde der GMK Chevrolet 1700. Oberhalb dessen Varianten des Opel Rekord D namens GMK Rekord und den Rekord Royale.
Außerdem die Modelle Chevrolet 6.5t Cargo, eine Lizenz des Isuzu TDX50E. Außerdem den Chevrolet 11t Cargo, den Chevrolet 10.5t Dump und einen 34 Tonnen Traktor.